# Крестины

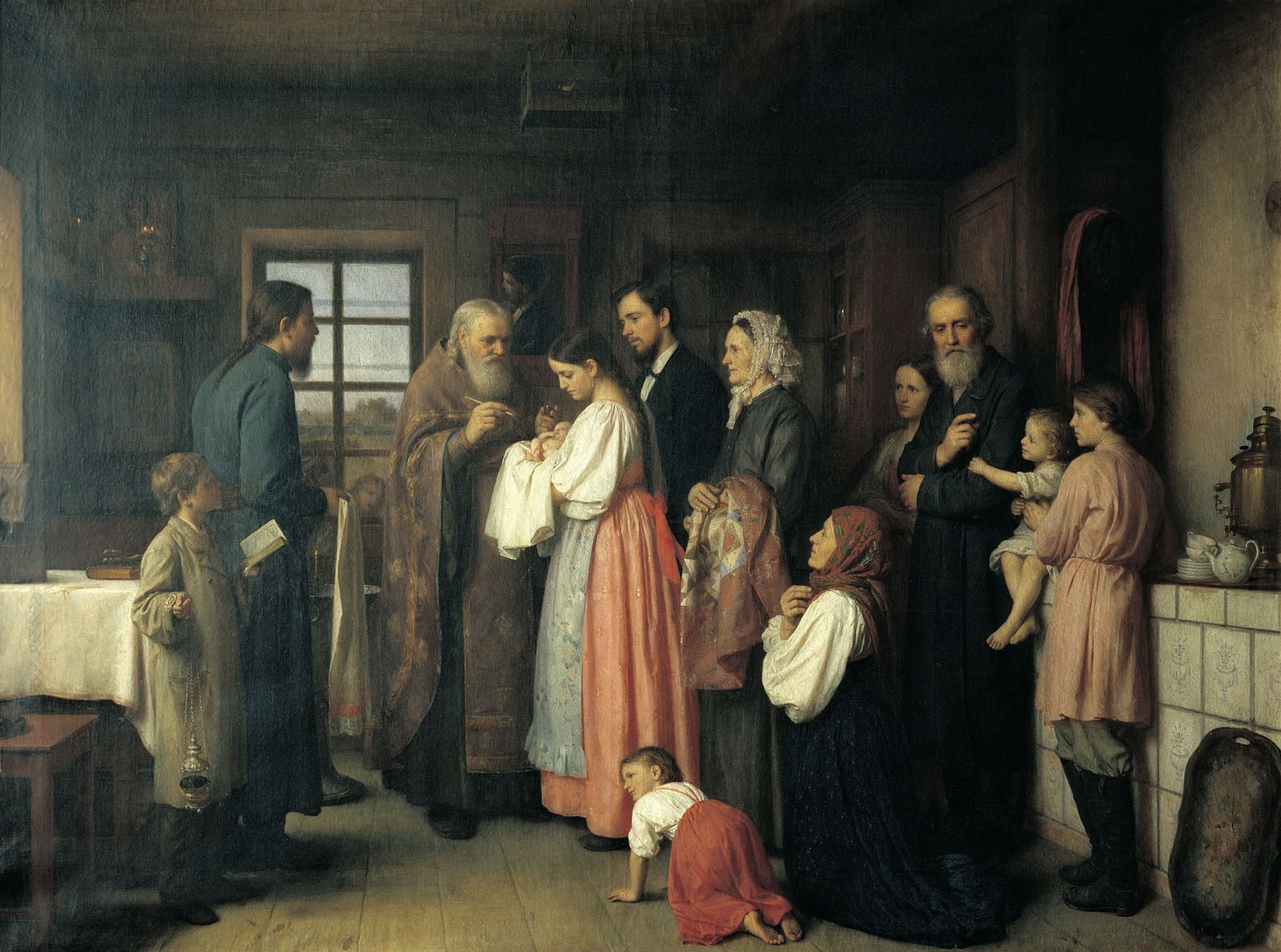
Аким Карнеев. Крестины. 1857

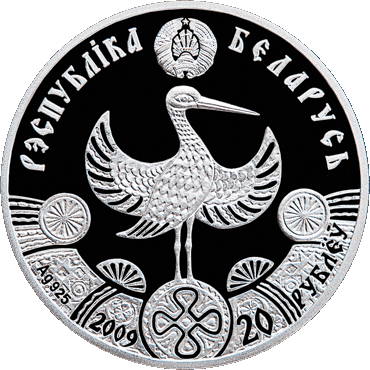
«Крестины». Белорусская серебряная памятная монета. Аверс

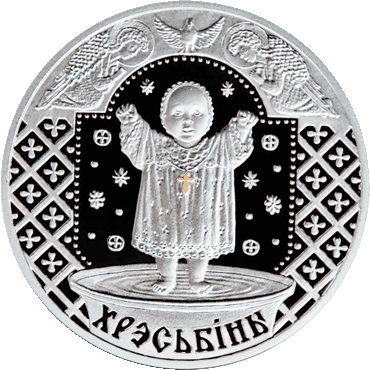
«Крестины». Белорусская серебряная памятная монета. Реверс

Крести́ны — домашний праздник, праздничный обед в день совершения христианского таинства крещения.
В этот день раньше приходили только самые близкие и дорогие люди проведать младенца и родителей.

## Обычаи
Навещать новорождённого разрешалось только замужним женщинам, имеющим детей. В наше время на крестины приходят не только родные, друзья семьи, но и товарищи по работе. На крестины обычно приносят дорогие подарки и много угощений, чтобы освободить ещё неокрепшую хозяйку от излишних волнений и забот, связанных с подготовкой стола.
В старину первой и главной фигурой на крестинах почиталась бабушка, или повивальная бабка (акушерка, приёмница), принимавшая роды, от которой в немалой мере зависели благополучный исход, появление на свет здорового младенца и состояние здоровья матери. О целительных руках повивальной бабки и её Богом данном даре в народе ходило много присказок, пословиц и поговорок, например: «Бог с милостью, а бабка с руками»; «Не бабка, а угадка»; «У всякой бабки свои ухватки»; «Бабка придёт, всякому подсобит». Хорошие бабки были нарасхват, о чём свидетельствует поговорка: «Таскают, что повивальную бабку». И названия обрядовых крестильных блюд связаны с ней — бабкина каша, бабкины пироги.
Бабкины пироги — это мелкие выпечные изделия из сдобного дрожжевого теста разнообразной формы: плюшки, бублики, булочки, бантики, сердечки, лилии, розочки, снопики, крендельки, подковки, заячьи ушки, бараньи рожки. В прошлом искусством изготовления этих нередко замысловатых и забавных булочек владели не только пекари-ремесленники, но и очень многие домашние хозяйки. Но постепенно искусство изготовления бабкиных пирогов в домашних условиях стало забываться — всё большее предпочтение стали отдавать купленным в магазине тортам и пирожным и бабкины пироги почти вышли из употребления.
Бабки-повитухи с шутками ломали пироги, пробовали на вкус, ели с борщом за праздничным столом. Женщин, которые приходили проведать ребёнка, угощали пирогами (в Беларуси сохранилось древнее название этого пирога — «скрушок»).
Особую роль в родинах и крестинах играла и каша, которую варила бабка-повитуха и приносила роженице в дом. Все присутствующие оспаривали право разбить горшок с кашей. Бабкина каша (кутья) отличается от постного колива (сочива), подаваемого в Рождественский или Крещенский сочельники тем, что она «богатая», то есть скоромная, сытная и питательная. Это было главным блюдом на столе, им угощались, сытно ели, в отличие от колива, которое лишь вкушали по щепотке или по чайной ложке. В отличие от обычной каши крестильную готовили на молоке, даже крупу замачивали в молоке. В кашу клали много таких добавок, как молоко, сливки, масло, яйца. Готовую кашу украшали половинками варёных яиц. В крестильной каше запекали курицу или петуха, в зависимости от того, родилась девочка или мальчик. Вместе с кашей приносили яичницу, студень, запечённый окорок, драчену, ватрушки и непременно бабкины пироги.
«Бабину кашу» подавали в конце праздничного обеда, когда начинался «торг» за неё, который продолжался часами. Сначала вносили не настоящую «бабину» кашу, а горшок с картофелем, тыквой и даже котом.
Самую высокую цену обычно давал кум (крёстный отец ребёнка). Ему и доставался горшок с кашей, который он, подняв высоко над головой, разбивал об угол стола. Черепки разлетались, каша рассыпалась. То, что оставалось в руках, клали на стол, чтобы потом съесть. Деньги отдавались либо только молодой матери, либо делились между нею и «бабой». Немного каши съедала мать, остальное ели гости и брали часть с собой для своих детей. Каша, скорее всего, символизировала продолжение рода, что подтверждается и таким обычаем: если в доме были молодые бездетные подруги, горшок нужно было разбить так, чтобы как можно больше черепков и каши полетело в их сторону. По народным верованиям, это должно было «обеспечить» молодым продолжение рода.
Отца окрещённого младенца кормили бабкиной кашей «с потехой», то есть с добавлением в неё хрена, перца, горчицы или соли сверх меры, приговаривая: «Отведай-ка, каково жене было рожать, сладко ли, горько ли, солоно ли». Молодой отец должен был съесть «потешную» бабкину кашу и заплатить за неё звонкой монетой. Молодую мать одаривали грецкими орехами, чтобы прибывало молоко. Существовал этот обычай «бабиной» каши у славян на Руси.
Бабка угощала кашей местных детей, чтобы они были благосклонны к новорождённому, не обижали его в играх, оказывали своё покровительство.
В обычае было одаривать детей и другими лакомствами — орехами, бобами или горохом, чтобы ребёнок был речист, разговорчив, в карман за словом не лез, чтобы слова сыпались «как горох». Считалось, что если ребёнок картавит, шепелявит, то надо наполнить рот орехами, бобами или в крайнем случае мелкими камешками, чтобы развивать чистый выговор, красивое произношение, чтобы не было «каши во рту».
В наше время при праздновании крестин в качестве бабиной каши дают конфеты, печенье, торт, которые традиционно подают в горшке.